# Rainer Ellilä
Rainer Allan Ellilä, född 26 maj 1949 i Finland, död 26 mars 2016 i Stockholm, var en sverigefinsk poet, trubadur och översättare.  
Ellilä kom till Sverige som 29-åring och blev 2000 års svenska mästare i poetry slam. Som översättare översatte han bland annat dikter av Katriina Rantapirtti till svenska. Han var bosatt i Hässelby.
Ellilä är begravd på Norra begravningsplatsen utanför Stockholm.